# زنبق بنفسجي
الزنبق البنفسجي نوع نباتي ينتمي إلى جنس الزنبق من الفصيلة الزنبقية.

## البيئة والانتشار
موطنه من وسط أوروبا والبلقان إلى شمال آسيا.